# Sultanat Fadli

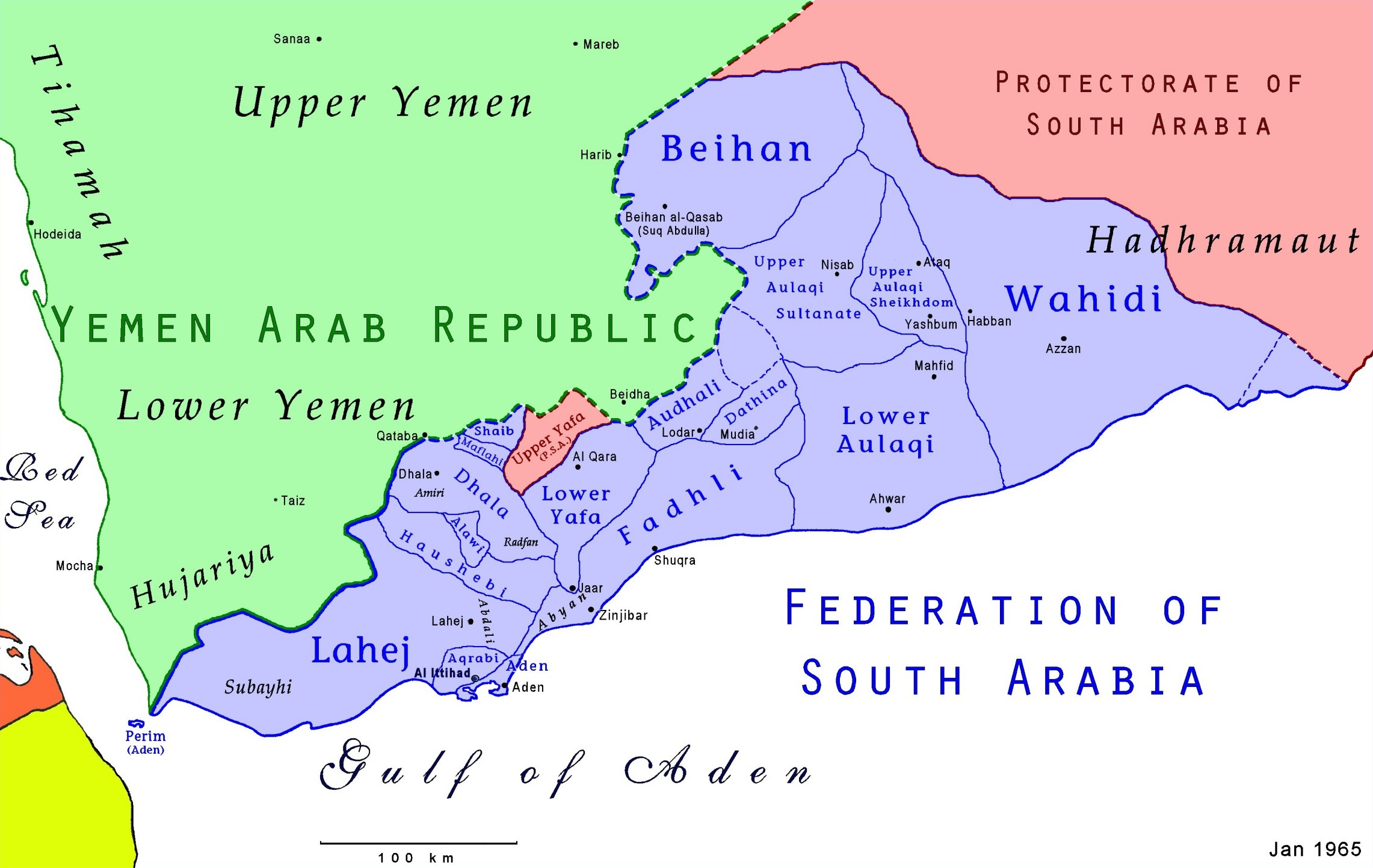
Karte der Südarabischen Föderation

Das Sultanat Fadhli (arabisch فضلي, DMG Faḍlī) war ein Staat innerhalb der Südarabischen Föderation, nachdem es kurzzeitig zur Föderation der Arabischen Emirate des Südens gehört hatte. Das Gebiet ist heute Teil der Republik Jemen.  Das Sultanat existierte insgesamt von 1670 bis 1967.
Es war einer der neun Kantone (Sultanat von Lahidsch, Emirat Dhala, Scheichtum Alawi, Unteres Aulaqi-Sultanat, Scheichtum Aqrabi, Hauschabi, Unteres Yafi-Sultanat), die im späten 19. Jahrhundert den Schutzvertrag mit dem Vereinigten Königreich unterzeichneten. Seine Hauptstadt war Schuqra. 1962 zog die Verwaltung nach Zindschibar, der Sitz des Sultanat blieb jedoch in Schuqra.
Sein letzter Sultan war Nasser bin Abdullah bin Hussein bin Ahmed al-Fadli (Arabisch: السلطان ناصر بن عبد الله بن حسين بن أحمد الفضلي). Dieser wurde entmachtet und sein Scheichtum ging 1967 in der Volksdemokratischen Republik Jemen auf.

## Sultane
Die Herrschaft der Sultane reichte bis vor 1670 zurück.
Die Sultane waren:
- Othman (ʿUthman), regierte von einem unbekannten Zeitraum an bis 1670
- Fadl bin Othman, regierte 1670–1700
- Ahmed bin Fadl bin Othman, regierte 1700–1730
- Abdullah bin Ahmed bin Fadl, regierte 1730–1760
- Ahmed bin Abdullah bin Ahmed, regierte 1760–1789
- Abdullah, regierte 1789–1805
- Ahmed bin Abdullah, regierte 1805–1819
- Abdullah bin Ahmed bin Abdullah, regierte 1819–1828
- Haydara bin Ahmed bin Abdullah, regierte 1870–1877
- Hussein bin Ahmed bin Abdullah, regierte nur 1877
- Ahmed bin Hussein bin Ahmed, 1877–1907 schloss 1888 einen Pakt mit den Briten ab[3]
- Hussein bin Ahmed bin Abdullah, zweite Amtszeit 1907–1924
- Abd al-Qadir bin Ahmed bin Hussein, regierte 1924–1927
- Abdullah bin Hussein, regierte 1927–1929
- Fadl bin Hussein, regierte 1929–1933
- Abd al-Karim, regierte 1933–1936
- Saleh bin Fadl, regierte 1936–1941
- Abdullah bin Othman (ʿAbd Allah ibn ʿUthman), regierte 1941–1962, entmachtet[4]
- Ahmed bin Abdullah, regierte 1962–1964, entmachtet[5]
- Nasser bin Abdullah bin Hussein bin Ahmed, regierte 1964–1967, der letzte Sultan[6]